# 18747 Lexcen
18747 Lexcen este un asteroid din centura principală de asteroizi.

## Descriere
18747 Lexcen este un asteroid din centura principală de asteroizi. A fost descoperit pe 26 martie 1999 la Reedy Creek de John Broughton. El prezintă o orbită caracterizată de o semiaxă mare de 2,17 ua, o excentricitate de 0,12 și o înclinație de 3,3° în raport cu ecliptica.